# Пласничево
Пласничево (грч. Κρύα Βρύση, Крија Вриси) је град у општини Пела у периферији Средишња Македонија, Грчка. Према попису из 2021. године било је 4.374 становника.
Према бугарском географу и историчару, Василу Канчову, у Пласничеву је 1900. године живело 200 Словена хришћана и 56 Рома. Године 1924. 76 мештана је принудно исељено у Бугарску а на њихово место је насељено само 24 грчких избеглица због раширености маларије, јер је село било поред Ениџевардарског језера. На попису из 1928. године село је имало 285 становника. Након исушења језера 1935. године власти су почеле насељавати велики број избегличких породица које су биле смештене по планинским селима. Тако је Пласничево 1940. године имало 2.914 становника.